# Laakonjärvi
Laakonjärvi är en sjö i Gällivare kommun i Lappland och ingår i Kalixälvens huvudavrinningsområde. Laakonjärvi ligger i Lina fjällurskog Natura 2000-område.